# جوين أ. وليامز
جوين أ. وليامز (بالإنجليزية: Gwyn A. Williams)‏ (و. 1925 – 1995 م) هو مؤرخ من المملكة المتحدة، وويلز، توفي عن عمر يناهز 70 عاماً.

## التعليم
تعلم في جامعة أبيريستويث.